# 三人無筆
『三人無筆』（さんにんむひつ）は古典落語の演目。別題として『無筆の帳付け』（むひつのちょうづけ）、『帳場無筆』（ちょうばむひつ）。もとは『向（こ）う付け』（むこうづけ）という上方落語の演目で、江戸落語に移植された。上方での別題に『銘々づけ』（めいめいづけ）というのもあり、前半部に対しては『悔（や）み』（くやみ）という題で呼ばれることもある。
葬儀の受付で参列者の記帳係を頼まれた無筆（非識字者）の男二人が、何とかそれをやり過ごそうとする内容。演題の「三人」は落ち（サゲ）になっている最後の参列者も無筆だったことに由来する。
元禄14年（1701年）の『軽口百登（ひゃくなり）瓢箪』第2巻収録の軽口咄「無筆の口上」に武士二人（使者と接待役）が二人とも無筆で、伝言内容を書かずに使者が押印だけで帰るという内容があり、明和9年（1772年）の笑話本『鹿子餅』の「無筆」では同様のシチュエーションで「では来なかったことにしよう」という本演目の落ち（サゲ）と同じ形が見える。

## あらすじ
大工の八五郎が、自分を可愛がってくれていた十一屋のご隠居が亡くなったと妻に告げられる。八五郎は妻から悔やみの文句を教えてもらい､通夜に向かう｡
通夜から帰宅した八五郎はすさまじい形相だった。
「夜逃げするぞ！　草鞋を支度して、代えの蝋燭を5,6本…」
パニック状態の八五郎を何とか鎮め、妻が事情を尋ねるとこう答えた。
「明日の葬式でな、帳付（記帳係）を頼まれちまったんだ」
「あら、いいじゃないか。雑用させられるより楽だし、羽織を着て帳場に座っていると貫禄が出るよ」
「貫禄が出るって…俺は字なんぞ書けねぇんだよ!!」
八五郎は腕のいい大工だが、字は読むことも書くこともできない。
「だから逃げるんだ! 」と大慌ての八五郎に、妻は秘策を授けた。
「帳付をするのは、お前さん一人じゃないんだろ? 」
「あぁ。確か、源兵衛さんも一緒だ…」
妻は、八五郎が早く出向いてあらゆる準備をした上で後からやってくる源兵衛さんに事情を話し、帳付を頼めという。
翌朝、まだ暗い内に寺へ駆け込んだ八五郎だが、なぜかすべての準備が整っている。首をひねる八五郎に、奥から出てきた源兵衛が声をかけた。
「エヘヘ、帳付をお願い…」
実は源兵衛も無筆。困った二人は、「仏の遺言で帳面は銘々付け」ということにして、客に書かせようと考えた。そうしているうちに、占いの先生がやってきた。その先生に代わってもらい、何とか帳付は終了。いざ帰ろうとすると、建具屋の半次がやって来る。
「さっきまで吉原にいたんだけど、女が離してくれなくて…」
寺で惚気を言うような、この男も実は無筆。困った八五郎と源兵衛は
「半次は葬式にこなかったことにしよう」

## バリエーション
武藤禎夫の『定本 落語三百題』掲載のあらすじでは、記帳をするのは、銘々が記帳するために起きる混雑を見かねた書道の先生となっている。

## 上方での演出
落ち（サゲ）は「あんたの来たの内緒にしたげよう」というもので、江戸落語でもこの落ちを使う場合がある。一方、江戸落語版に似るが多少ニュアンスの異なる「（無筆の来場者が）そんならおれが来なんだことにしといてくれ」というパターンもある。